# Cal Pascual
Cal Pascual és una casa del poble de Fonolleres, al municipi de Granyanella (Segarra) inclosa a l'Inventari del Patrimoni Arquitectònic de Catalunya.

## Descripció
És una casa situada a una placa al nucli antic del nucli, que presenta una estructura de planta baixa, primer pis i golfes, amb coberta a dues aigües.
L'element mes destacable es la llinda damunt de la porta principal, on hi apareix la data de la construcció, 1780, així com la creu com a símbol de protecció i benedicció.